# Ярмук (Дамаск)
Ярму́к (араб. مخيم اليرموك‎ —  лагерь Ярмук‎) — лагерь палестинских беженцев в Дамаске. Расположен внутри муниципальных границ Дамаска в 8 км от центра. Основан в 1957 году. По состоянию на июнь 2002 года в лагере насчитывалось 112 550 зарегистрированных беженцев. Во время Гражданской войны в Сирии лагерь стал ареной ожесточенных боёв между Свободной армией Сирии и НФОП-ГК, поддержавшего правительственные войска Сирии.

## История
Ярмук был создан в 1957 году на площади 2,11 квадратных километров для размещения палестинских беженцев. Административно Ярмук является городом (мадина) в составе провинции Дамаск.
В лагере уже нет палаток, так как со временем беженцы, проживающие в Ярмуке, стали строить и расширять свои дома. В настоящее время Ярмук — это густонаселённый район Дамаска. Вдоль двух основных дорог Ярмука выстроились магазины и ездит общественный транспорт. Условия жизни в Ярмуке лучше, чем в других лагерях палестинских беженцев, находящихся на территории Сирии. Среди жителей лагеря есть врачи, инженеры и гражданские служащие, много разнорабочих и уличных торговцев.
В лагере работают четыре больницы и средние школы. Ближневосточное агентство ООН для помощи палестинским беженцам и организации работ оказывает помощь в работе 20 начальных школ и 8 подготовительных.
Во время Гражданской войны в Сирии лагерь стал ареной ожесточенных боев между боевиками Свободной сирийской армии и её палестинских союзников из бригады Лива аль-Асифа с одной стороны, и Народного фронта освобождения Палестины — Главное командование (НФОП-ГК), поддержавшего правительственные войска Сирии.
1 апреля 2015 года бойцы Исламского государства (ИГ) совершили нападение на лагерь, проникнув туда из предместья Хаджр-эль-Асвад. К 4 апреля палестинцам удалось освободить район расположения двух мечетей ар-Руджуля и Абдель-Кадер аль-Хусейни, а также восстановить контроль над площадью Тарбуш и улицей Сафад.
В мае 2018 в лагере шли бои между правительственными силами и террористами.